# ناصر بن عبد الله آل معمر
الأمير ناصر ابن الأمير عبد الله ابن الأمير معمر سابع أمراء إمارة العيينة خلفاً لأخيه الأمير حمد، وفي عهده غزا الشريف زيد بن محسن شريف مكة بلدة سدير في سنة 1057 للهجرة نصرة للأمير رميزان أميرها السابق، وقتل الأمير ماضي بن محمد بن ثاري وأجلى آل أبو راجح منها، ثم طلب من الأمير ناصر معاونته بناء على اتفاق سابق مع أخيه الأمير حمد إلا أن الأمير ناصر لم ينفذ وعد أخيه ولم يعجبه ما فعله الشريف بأهل الروضة، فوقع الخلاف بين آل معمر أنفسهم مما أدى إلى مقتله على يد ابن أخيه الأمير دواس ابن الأمير حمد في نفس السنة.